# スクォンク

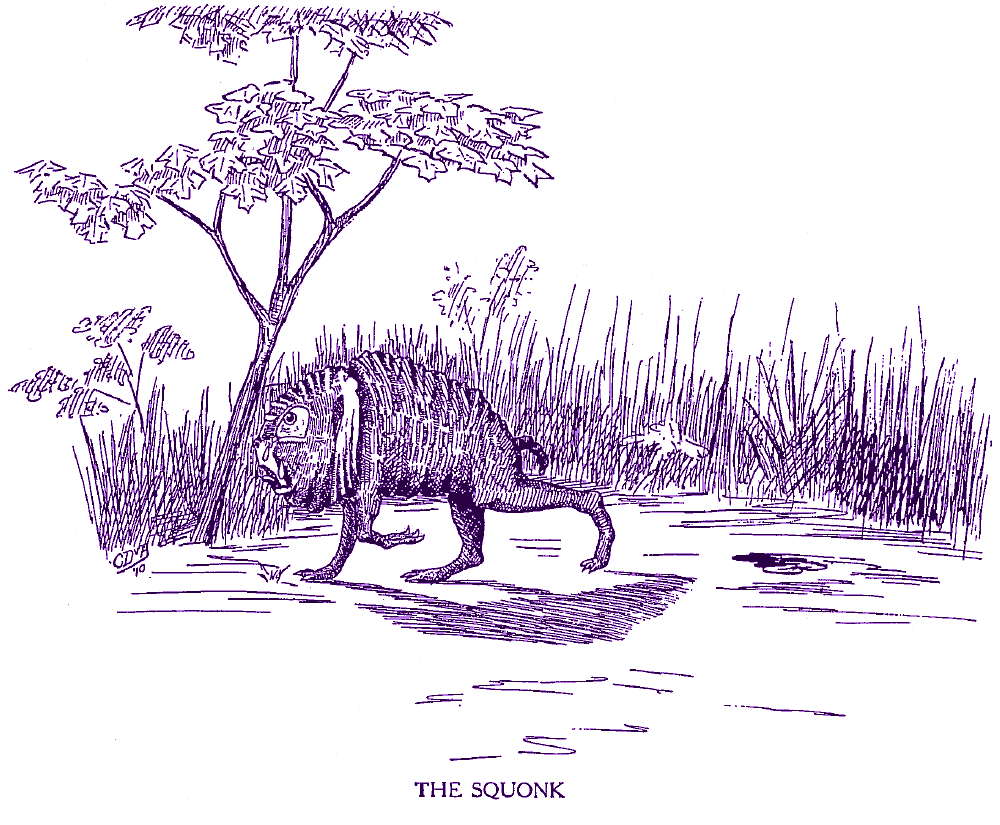
スクォンク―Coert Du Bois (画)コックス著"「Fearsome Creatures of the Lumberwoods」（1910年）

スクォンク（Squonk）はアメリカ・ペンシルベニア州北部の森に棲息し、やたらと涙を流すという弱気な伝説上の動物。林業界隈で冗談として語られる幻獣のひとつ。

## 起源
スクォンクについては、林業に携わるウィリアム・トーマス・コックス(William Thomas Cox)が1910年に出版した『木こりの森の恐ろしい動物たち、砂漠と山の獣たち』（Fearsome Creatures of the Lumberwoods, With a Few Desert and Mountain Beasts)で初めて言及された。その後、ヘンリー・トライオンが1939年に『恐ろしい動物たち』（Fearsome Critters）を表し、スクォンクについて再掲した。そこでは、元来は砂漠地帯や沼沢地に棲息していたものが、最後にペンシルバニア州に移り住んだのだとしている。20世紀初頭、木こりたちの伐採キャンプは、たえず移動していたので、そのような話におちついたとも考えられる。

## 概要

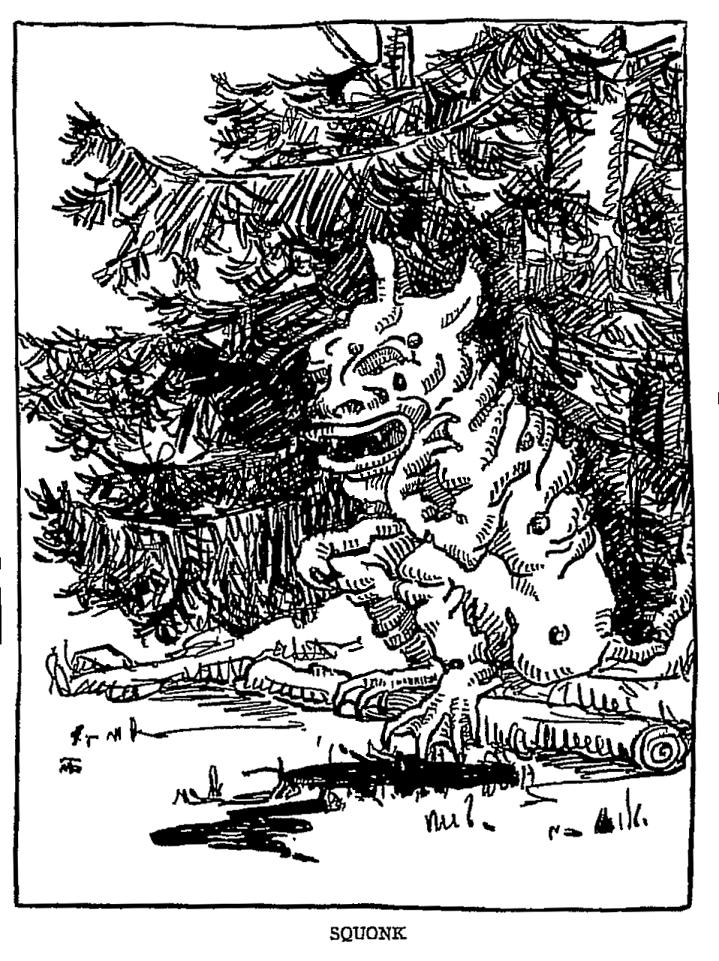
スクォンク―マーガレット・R・トライオン(画)「Fearsome Creatures of the Lumberwoods」（1939年）

コックス（1910年）が刊行した伝承によれば、スクォンクはペンシルベニア州北部のツガの森に棲息し、明け方や夕暮れに活動するとされる。体表はイボとほくろに覆われ、病的というほど引っ込みがちな性格で、常に涙を流して泣いている。あまり泣いてばかりいるので、熟練した狩人ならスクォンクが流した涙のあとをたどっていくことさえできる。もし追いつめられて逃げられなくなったり、驚いたり恐怖にかられたりすると、あふれる涙で全身が溶けてしまうこともあるという。
後年の書籍（1939年）にはいくつか異なる描写があり、スクォンクは明るい月夜のとき最も歩みが遅い、なぜならば、なにかしらの水面に自分の醜い姿が映って見えるのを必死で裂けようとするからである、とされている。ホクロやイボ以外にも、水かきのついた左足に描かれている。
ある時、ペンシルベニアに住む人物がスクォンクの泣き声をまねて、袋の中におびき寄せて捕らえた。袋に入れたまま家に持ち帰ろうとすると、突然荷物が軽くなり、泣き声がやんだ。住人が中を覗き込むと、そこには涙とあぶくしかなかったという。
スクォンクにはLacrimacorpus dissolvensという「学名」がつけられている。これはラテン語で「涙」「体」「溶ける」の意味の語を羅列したものである。

## 影響
スクォンクの逸話は、欧米を中心とした多くの作品の中で引用されている。よく知られるものを列挙する。
- マリオ・バーヴァの映画『血みどろの入江』（Reazione a catena、イタリア、1971年）では登場人物がスクォンクについて語りあう長尺のシーンがある。
- アメリカのロックバンド、スティーリー・ダンのアルバム『プレッツェル・ロジック』(Pretzel Logic、1974年)に収録された『気どりや』(Any Major Dude Will Tell You)にもスクォンクへの言及がある。
- イギリスのロックバンド、
ジェネシスのアルバム『トリック・オブ・ザ・テイル』(Trick of the Tail、1976年)にはスクォンクを捕らえた猟師に題材をとった、『スコンク』(Squonk)という曲が収められている。
- 日本の大宮ソフトが開発したゲームソフト『カルドセプト』シリーズに『スクォンク』というこの動物に題材をとったと思われるクリーチャーが登場する。
- 日本の音楽グループ『のあのわ』のアルバム「MAGICAL CIRCUS」(2010)に「スクォンクの涙」という曲が収められている。
- アニメ番組『Winx Club』シーズン7にアイシャは手なずけた妖精獣種 cry cry をスクォンクと名付ける。ドバドバ涙が止まらない発作を起こす。

### 化学での命名
ある性質をもつ物質を「化学的スクォンク」（chemical squonks）と呼んでいるが、自身のポリマー合成あるいは分解を触媒しないと（いわば「自分の涙で解けないと」）分離・回収ができないことをいう。通常の物質ならば、溶液または他の「野生型」形態で安定する。たとえば、カルボン酸部分と酸に不安定な部分を含む分子は、まず塩調製(例:プレフェン酸バリウム塩) されたときは安定するものの、遊離酸 (プレフェン酸) としては不安定である。

### その他
ペンシルベニアに本拠を置くパフォーミングアートグループ、スクォンク・オペラ(Squonk Opera)の名前は同グループに所属したサックスプレイヤーのサウンドに由来するもので、スクォンクとは関係がない。